# Ellecourt
Ellecourt är en kommun i departementet Seine-Maritime i regionen Normandie i norra Frankrike. Kommunen ligger i kantonen Aumale som tillhör arrondissementet Dieppe. År 2022 hade Ellecourt 156 invånare.

## Befolkningsutveckling
Antalet invånare i kommunen Ellecourt
| Referens: INSEE |